# Луїс Іслас
Луїс Іслас (ісп. Luis Islas, нар. 22 грудня 1965, Буенос-Айрес) — аргентинський футболіст, що грав на позиції воротаря. По завершенні ігрової кар'єри — тренер. Футболіст року в Аргентині (1992).
Найбільшу популярність здобув за виступами за клуби «Естудьянтес» та «Індепендьєнте», хоча в його кар'єрі було 12 команд з Аргентини, Іспанії та Мексики. Виступав також за національну збірну Аргентини, у складі якої став чемпіоном світу, володарем Кубка Америки та володарем Кубка Конфедерацій.

## Клубна кар'єра
У дорослому футболі дебютував 1982 року виступами за команду «Чакаріта Хуніорс», в якій того року взяв участь у 21 матчі чемпіонату.
В кінці 1982 року Іслас перейшов в «Естудьянтес», який щойно продав воротаря Хуана Карлоса Дельменіко. Луїс боровся з Карлосом Бертеро за місце в основі команди з Ла Плати. Разом з «Естудіантес» він виграв чемпіонат Насьйональ 1983 року.
В середині 1988 року він був проданий в мадридський «Атлетіко», але за поле не виходив, через що перейшов в скромний «Логроньєс», де він отримав звання найкращого воротаря іспанської ліги 1989/90.
Незабаром Луїс перейшов в «Індепендьєнте». В цілому, перша половина 1990-х років склалася вдало для Ісласа — він став лідером свого клубу, разом з яким виграв чемпіонат Аргентини, Суперкубок Лібертадорес і Рекопу.
У другій половині 1990-х років кар'єра Луїса стала йти до завершення — він часто змінював клуби, причому ці команди вже не рашили стелю серйозних завдань, як це було в «Естудьянтесі» і «Індепендьєнте». В результаті, провівши останні 8 матчів за «Індепендьєнте» в 2003 році, Іслас закінчив кар'єру. Всього за «Червоних Дияволів» він провів 241 матч.

## Виступи за збірну
Був воротарем молодіжної збірної Аргентини, яка зайняла друге місце на чемпіонат світу серед молодіжних команд 1983 року. 1988 року захищав кольори олімпійської збірної Аргентини на Олімпійських іграх 1988 року у Сеулі, де був основним воротарем, зігравши у всіх чотирьох матчах.
1984 року дебютував в офіційних матчах у складі національної збірної Аргентини. Через два роки Іслас був запасним воротарем під час чемпіонату світу 1986 року у Мексиці, який виграла Аргентина. Згодом у складі збірної був учасником розіграшу Кубка Америки 1987 року в Аргентині та розіграшу Кубка Америки 1989 року у Бразилії, на якому команда здобула бронзові нагороди
Будучи розсердженим тим фактом, що є лише дублером Нері Пумпідо, Іслас залишив розташування збірної якраз перед чемпіонатом світу 1990 року. За збігом обставин, Пумпідо травмувався вже у другому матчі того чемпіонату і, таким чином, третій воротар Серхіо Гойкочеа став основним. В результаті, Гойкочеа був визнаний кращим воротарем турніру.
Після чемпіонату 1990 року Іслас повернувся в національну збірну під проводом Альфіо Басіле. Оскільки Гойкочеа погано виступив у кваліфікації до чемпіонату світу 1994 року, Іслас став основним воротарем «альбіселесте». У складі збірної Іслас виграв Кубок конфедерацій 1992 року у Саудівській Аравії та Кубок Америки 1993 року в Еквадорі, останній для Аргентини донині.
Однак його виступ на чемпіонаті світу 1994 року у США не можна було назвати задовільним, оскільки він пропустив 6 голів у чотирьох матчах, включаючи три голи від збірної Румунії, в результаті чого Аргентини вилетіла в 1/8 фіналу. Хоча, безумовно, на невдалому виступі команди позначився, в першу чергу, допінговий скандал за участю Дієго Марадони, в результаті чого той був дискваліфікований.
Протягом кар'єри у національній команді, яка тривала 11 років, провів у формі головної команди країни 30 матчів, пропустивши 29 голів.

## Кар'єра тренера
У 2006 році Іслас почав тренерську діяльність. Першим його клубом в цьому статусі став «Альмагро» з Буенос-Айреса, де працював з листопада 2006 по травень 2007 року.
Після цього він поїхав у Болівії, де тренував «Аурору». У вересні 2007 року він пішов у відставку після інциденту з футболістом Еміліано Капелья.

## Титули і досягнення

### Клубна
- Чемпіон Аргентини (2):

«Естудьянтес»: Насьйональ 1983
«Індепендьєнте»: Клаусура 1994
- Володар Суперкубка Лібертадорес (1):

«Індепендьєнте»: 1994
- Володар Рекопи Південної Америки (1):

«Індепендьєнте»: 1995

### Збірна
- Чемпіон світу (1):

Аргентина: 1986
- Володар Кубка Конфедерацій (1):

Аргентина: 1992
- Володар Кубка Америки (1):

Аргентина: 1993
- Бронзовий призер Кубка Америки (1):

Аргентина: 1989
- Володар Кубка Артеміо Франкі (1):

Аргентина: 1993

### Індивідуальні
- У символічній збірній молодіжного чемпіонату світу 1983 року.
- Футболіст року в Аргентині (1): 1992